# 16
| [ Edytuj tabelę ] |                                   |
| Cesarz Chin       | - 9 Wang Mang 23                  |
| Król Kapadocji    | - 36 p.n.e. Archelaos 17          |
| Król Kommageny    | - 12 p.n.e. Antioch Filokajsar 17 |
| Władca Korei      | - 19 p.n.e. Yuri 18               |
| Król Mauretanii   | - 25 p.n.e. Juba II 23            |
| Król Nabatei      | - 9 p.n.e. Aretas IV 40           |
| Król Partów       | - 8 Artabanus II 40               |
| Cesarz Rzymu      | - 14 Tyberiusz 37                 |
| Król Tracji       | - 12 Reskuporis III 19            |

Rok 16 / XVI
stulecia: I wiek p.n.e. ~
I wiek ~
II wiek

lata: 6 «
11 «
12 «
13 «
14 «
15 «
16
» 17
» 18
» 19
» 20
» 21
» 26

## Wydarzenia
- Rzymski wódz Germanik zwyciężył Arminiusa, ale został odwołany z Germanii do Rzymu przez cesarza Tyberiusza.

## Urodzili się
- 16 września – Julia Druzylla, córka Germanika i Agrypiny Starszej (zm. 38).

## Zmarli
- Klemens, rzymski rebeliant.
- Lucjusz Strabo, rzymski prefekt (ur. 46 p.n.e.).
- Marek Skryboniusz Libon Druzus, popełnił samobójstwo wobec oskarżeń o spisek przeciw Tyberiuszowi.
- Skrybonia, druga żona Oktawiana Augusta.